# 龍琰
龍琰（1464年—？年），字廷重，湖广常德府武陵縣人，軍籍。

## 生平
治《書經》，由國子生中式甲子科（1504年）湖廣鄉試第六十四名舉人，年四十五歲中式正德三年（1508年）戊辰科會試第三百四十六名，第三甲第七十五名進士。授上饶知县，改长乐县，以勤慎为政，徵为刑部主事，能循法守。

## 家族
曾祖龍志皋，县丞。祖父龍霖。父龍聪，盐课司大使。母贾氏。具庆下，弟璿、環、珊。